# 김동윤 (1980년)
김동윤(1980년 8월 30일 ~ )은 대한민국의 배우이다.

## 이력
2000년 패션 모델 첫 데뷔하였다.

## 가족 관계
- 형: 김혁(연기자)

## 출연 작품 및 기타

### 드라마
| 연도 | 방송사 | 제목                        | 역할                 | 비고 |
| ---- | ------ | --------------------------- | -------------------- | ---- |
| 2002 | KBS2   | 내 사랑 누굴까              |                      |      |
| 2002 | EBS1   | 학교이야기                  |                      |      |
| 2003 | KBS2   | 상두야 학교가자             | 반장                 |      |
| 2004 | MBC    | 두근두근 체인지             | 로미오               |      |
| 2006 | KBS1   | 너의 마녀                   | 노현수               |      |
| 2006 | IHQ    | 얍                          | 동윤                 |      |
| 2007 | KBS1   | 산너머 남촌에는             | 김종수               |      |
| 2008 | IHQ    | 러브 레이싱                 | 성춘동               |      |
| 2009 | tvN    | 미스터리 형사               | 한승범               |      |
| 2010 | MBC    | 동이                        | 김춘택 / 심운택      |      |
| 2010 | tvN    | 원스 어폰 어 타임 인 생초리 | 한지민               |      |
| 2012 | KBS1   | 별도 달도 따줄게            | 서진구               |      |
| 2012 | KBS1   | 대왕의 꿈                   | 청년 김서현 / 김삼광 |      |
| 2015 | KBS1   | 가족을 지켜라               | 최윤찬               |      |
| 2023 | KBS1   | 금이야 옥이야               | 옥재현               |      |

### 영화
| 개봉연도(괄호안은 제작연도) | 작품명                              | 배역           |
| --------------------------- | ----------------------------------- | -------------- |
| 미개봉(2006)                | 《울어도 좋습니까?》                | 재희 역        |
| 미개봉(2008)                | 《좋은 밤 되세요》                  | 한도진 역      |
| 미개봉(2009)                | 《그날》                            | 이승우 기자 역 |
| 2007                        | 《도화지》                          | 본인 역        |
| 2012                        | 《두 번의 결혼식과 한 번의 장례식》 | 민수 역        |
| 미개봉(2014)                | 《힙스터 안개의 덫》                |                |

### 예능
- 2004년 《상상플러스》
- 2010년 《스타골든벨 - 1학년 1반》

## 광고
- 2003년 오리온 메이플 스위플 (이연희와 함께 출연)
- 2004년 동아오츠카 그린타임
- 2004년 카스맥주
- 2005년 SK텔레콤
- 2007년 오리온 포카칩

## 같이 보기
- 김혁